# キヴァッソ
キヴァッソ（伊: Chivasso）は、イタリア共和国ピエモンテ州トリノ県にある、人口約27,000人の基礎自治体（コムーネ）。

## 地理

### 位置・広がり

#### 隣接コムーネ
隣接するコムーネは以下の通り。
- ブランディッツォ
- カルーゾ
- カスタニェート・ポー
- マッツェ
- モンタナーロ
- ロンディッソーネ
- サン・ベニーニョ・カナヴェーゼ
- サン・ラッファエーレ・チメーナ
- サン・セバスティアーノ・ダ・ポー
- ヴェロレンゴ
- ヴォルピャーノ

## 行政

### 分離集落
キヴァッソには、以下の分離集落（フラツィオーネ）がある。
- Betlemme, Borghetto, Boschetto, Castelrosso, Mandria, Montegiove, Mosche, Pogliani, Pratoregio, Torassi